# Sojuz TMA-12M
Sojuz TMA-12M (rusky Союз ТМА-12М) byla ruská kosmická loď řady Sojuz. Dne 25. března 2014 ji nosná raketa Sojuz FG vynesla z kosmodromu Bajkonur k Mezinárodní vesmírné stanici (ISS), kam dopravila tři členy Expedice 39. Poté zůstala u ISS jako záchranná loď až do září 2014, kdy se s ní stejná trojice kosmonautů vrátila na Zem.

## Posádka
Hlavní
- Alexandr Skvorcov (2), velitel, Roskosmos (CPK)
- Oleg Artěmjev (1), palubní inženýr 1, Roskosmos (CPK)
- Steven Swanson (3), palubní inženýr 2, NASA

V závorkách je uveden dosavadní počet letů do vesmíru včetně této mise.
Záložní
- Alexandr Samokuťajev, Roskosmos (CPK)
- Jelena Serovová, Roskosmos (CPK)
- Barry Wilmore, NASA

## Průběh letu
Kosmická loď Souz TMA-12M nesená raketou Sojuz FG odstartovala z kosmodromu Bajkonur 25. března 2014, 21:17:23 UTC. Plánováno bylo spojení s Mezinárodní vesmírnou stanicí (ISS) po šestihodinovém letu. Nejspíše kvůli nevyhovující poloze lodi její systém automatického řízení lodi zrušil třetí ze čtyř plánovaných zážehů motoru, spojení bylo proto odloženo o dva dny na 28. března. Ke spojení tak došlo v pátek 28. března v 0.53 SEČ (to jest 27. března 2014 ve 23.53 UTC). Skvorcov, Artěmjev a Swanson se připojili ke kolegům na ISS z Expedice 39 a pracovali na stanici, od května 2014 jako členové Expedice 40.
Dne 10. září 2014, ve 23:01 UTC, se stejná trojice kosmonautů s lodí odpojila od stanice a 11. září 2014 v 2:23 UTC přistáli v kazašské stepi nedaleko Džezkazganu; let trval 169 dní, 5 hodin a 6 minut.